# Ha'amonga 'A Maui

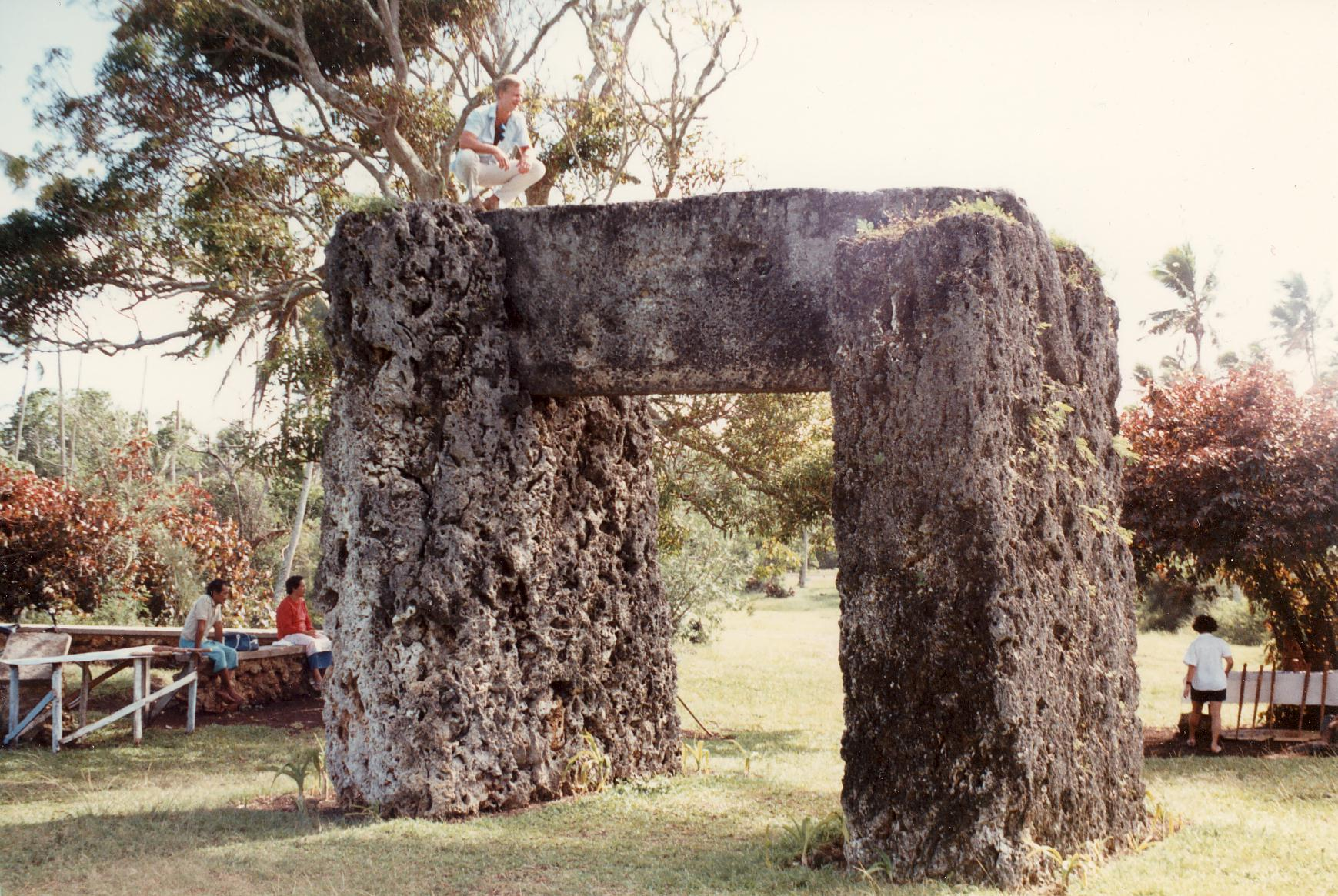
Haamonga A Maui

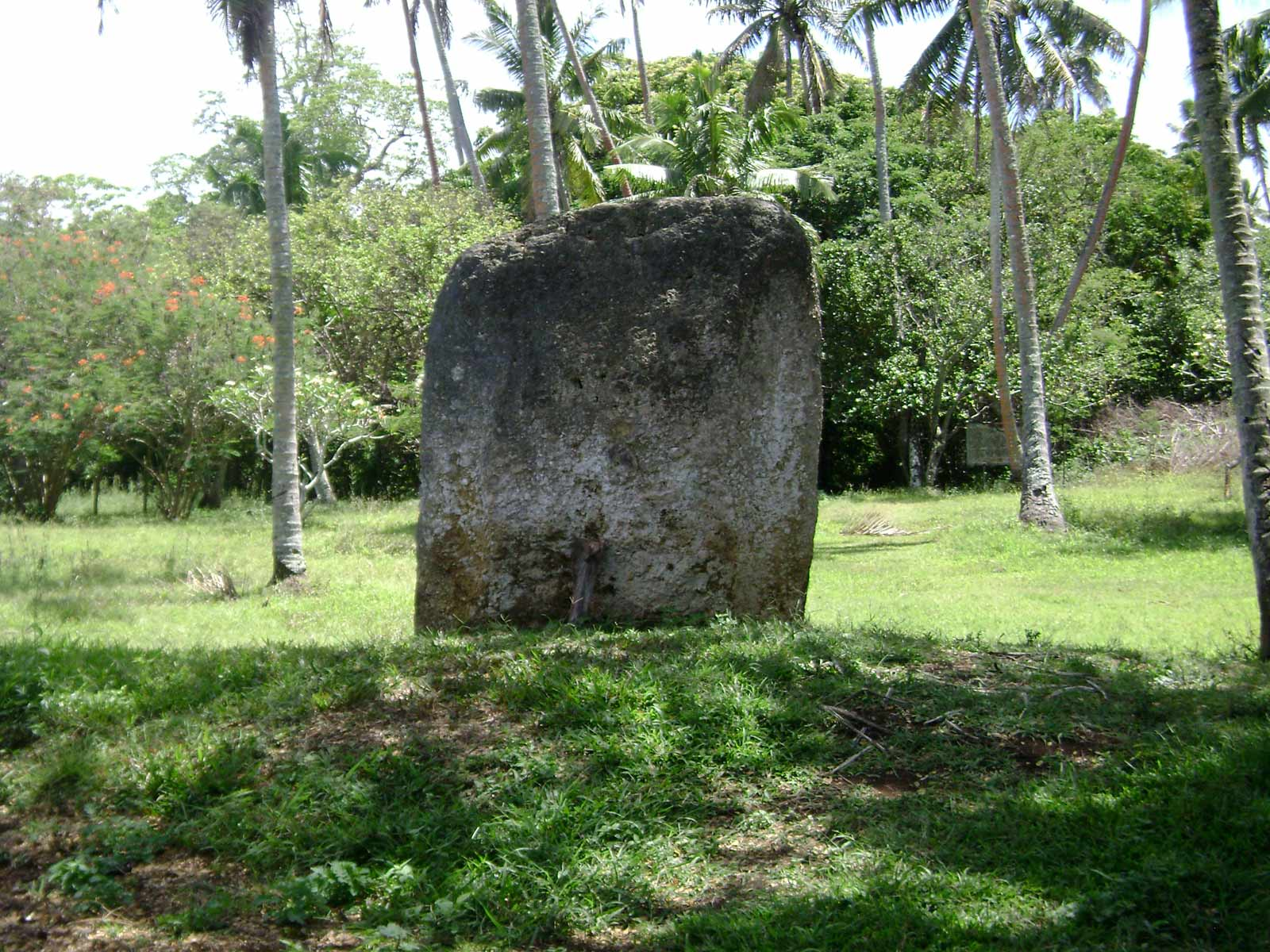
Maka Fa'akinanga

Ha'amonga 'A Maui (tonganska Ko e Haʻamonga ʻa Maui är ett arkeologiskt monument och historiskt område som ligger på Tongatapuön i Tonga i sydvästra Stilla havet. Triliten är den största i sitt slag i västra Polynesien.

## Geografi
Ha'amonga 'A Maui ligger i Niutōudistriktet på Tongatapus nordöstligaste del mellan orterna Niutōua och Heketā cirka 30 km nordöst om Nuku'alofa.

## Monumentet
Ha'amonga 'A Maui består av tre stora stenblock som bildar en cirka 5,2 meter hög, 2 meter bred och 5,8 meter lång portal. Monumentet är konstruerat i kalksten  och varje stenblock väger cirka 25 ton.
Omkring 100 m från monumentet finns även Maka Fa'akinanga-stenen, en 2,7 meter upprättstående stenplatta som troligen användes som bakstycke till den kungliga tronen och även två langi Langi Heketā och Langi Mo'ungalafa (langi är en pyramidformad begravningsplats i sten).

## Historia
Tongaöarna beboddes av polynesier sedan 2000-talet f.kr. under Lapitakulturen.
Tongatapuön har alltid varit basen för det tonganska imperiet och en rad fornlämningar vittnar om denna tid. Förutom Ha'amonga 'A Maui finns även det stora gravområdet Lapaha langi nära Mu'a sydväst om Niutoua.
Ha'amonga 'A Maui uppfördes troligen i början på 1200-talet under det Tonganska imperiets utvidgning under Tu'itatuis, den 11:e Tu'i Tonga, regeringstid.
Enligt legenden bars stenblocken till Tonga från Uvea av guden Maui. Namnet härstammar från det tonganska ordet Ha'amonga som är en sorts stor stav och guden Maui. Än i dag är det oklart vilket syfte monumentet hade, men troligen var det entrén till det kungliga området Heketā. Denna teori stöds av att Maka Fa'akinanga-stenen bara ligger cirka 100 meter från portalen.
1972 utsåg monarken Taufa'ahau Tupou IV det 23 hektar stora området till nationalparken "'Ha'amonga 'a Maui Historical Park".
2007 upptogs Ha'amonga 'A Maui tillsammans med Lapaha Langi på Unescos lista över tentativa världsarv under namnet Forntida huvudstäderna i kungariket Tonga.